# مركز فراغي

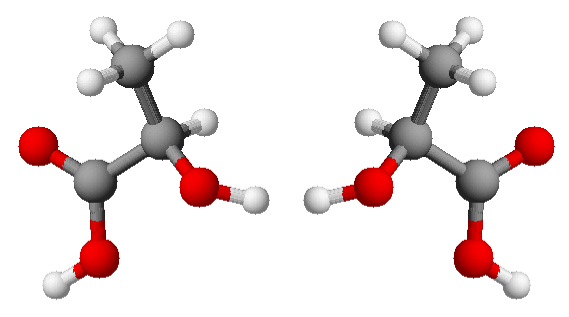

المركز الفراغي في الكيمياء العضوية (بالإنجليزية: Stereocenter)‏ بصفة عامة يرجع لذرة كربون في مركب كيميائي مرتبط بها أربع ذرات أو مجموعات من الذرات. كما يمكن تعريف 	لك أيضا على أنه ذرة كربون غير متماثلة أو كايرال كربون، يرمز لها بـ *.
كما يمكن للذرات الأخرى أن تكون مراكز فراغية في الكيمياء غير العضوية.
ووجود أربع مجموعات مختلفة مرتبطة بذرة الكربون يعنى بالتالي أن لها تهجين 1 of sp3, أي، لا توجد رابطة مزدوجة بينها وبين أي ذرة كربون أخرى.
وللمراكز الفراغية أهمية كبرى في الكيمياء العضوية والحيوية. ويمكن للمركب أن يكون له أكبر عدد ممكن من المراكز الفراغية، كما تكون قيمة المتزامرات الفراغية مساوية للقيمة 2n حيث تمثل n عدد المراكز الفراغية.

## وصلات خارجية
- نظرية التهجين (فيلم فلاشي)